# Lew Michajłowicz Sapieha
Ne doit pas être confondu avec Lew Sapieha.
Pour les articles homonymes, voir Maison Sapieha.
Lew Michajłowicz Sapieha, mort le 20 août ou 20 septembre 1610, magnat polonais, membre de la famille Sapieha.

## Biographie
Lew Michajłowicz est le fils de Michał Januczowisz Sapieha (mort avant 1554) et de Maryna Bistrecka.
En 1581, Lev Sapieha perçoit les impôts dans la province de Vitebsk. En 1598, il est député à la Cour suprême du Grand-Duché de Lituanie. Orthodoxe, il se convertit au calvinisme.

## Mariage
Il épouse Elena Garaburda, mais n'a pas d'enfant.

## Sources
- (lt) Cet article est partiellement ou en totalité issu de l’article de Wikipédia en lituanien intitulé « Leonas Mykolas Sapiega » (voir la liste des auteurs).
- Henryk Lulewicz: Sapieha Lew (zm. 1610).